# Медведев, Андрей Всеволодович
Андрей Всеволодович Медведев (род. 24 января 1961, Иркутск) — российский учёный-радиофизик, директор ИСЗФ СО РАН (с 2016 года), член-корреспондент РАН (2019).

## Биография
Родился 24 января 1961 года в Иркутске.
В 1982 году — окончил Новосибирский электротехнический институт (НЭТИ), специальность — радиотехника.
В 1993 году — защитил кандидатскую диссертацию, тема: «Аппаратно-программный комплекс для исследования дисперсионных искажений сигналов при вертикальном зондировании ионосферы».
В 2015 году — защитил докторскую диссертацию.
В 2019 году — избран член-корреспондентом РАН.
Работает в Институте солнечно-земной физики, с 2016 года — исполняющий обязанности, а с 2018 года — директор института.

## Научная деятельность
Специалист в области экспериментальных исследований верхней атмосферы Земли и радиофизических методов дистанционного зондирования.
Автор и соавтор 121 научных работ и 2 авторских свидетельств на изобретения.
Член бюро Объединённого ученого совета Сибирского отделения РАН по физическим наукам и в бюро Совета РАН по распространению радиоволн.

## Семья
Брат: певец Олег Медведев.

## Награды
- Медаль ордена «За заслуги перед Отечеством» II степени (26 января 2023 года) — за вклад в развитие науки и многолетнюю добросовестную работу[3]